# Tiền Thái Bình hưng bảo

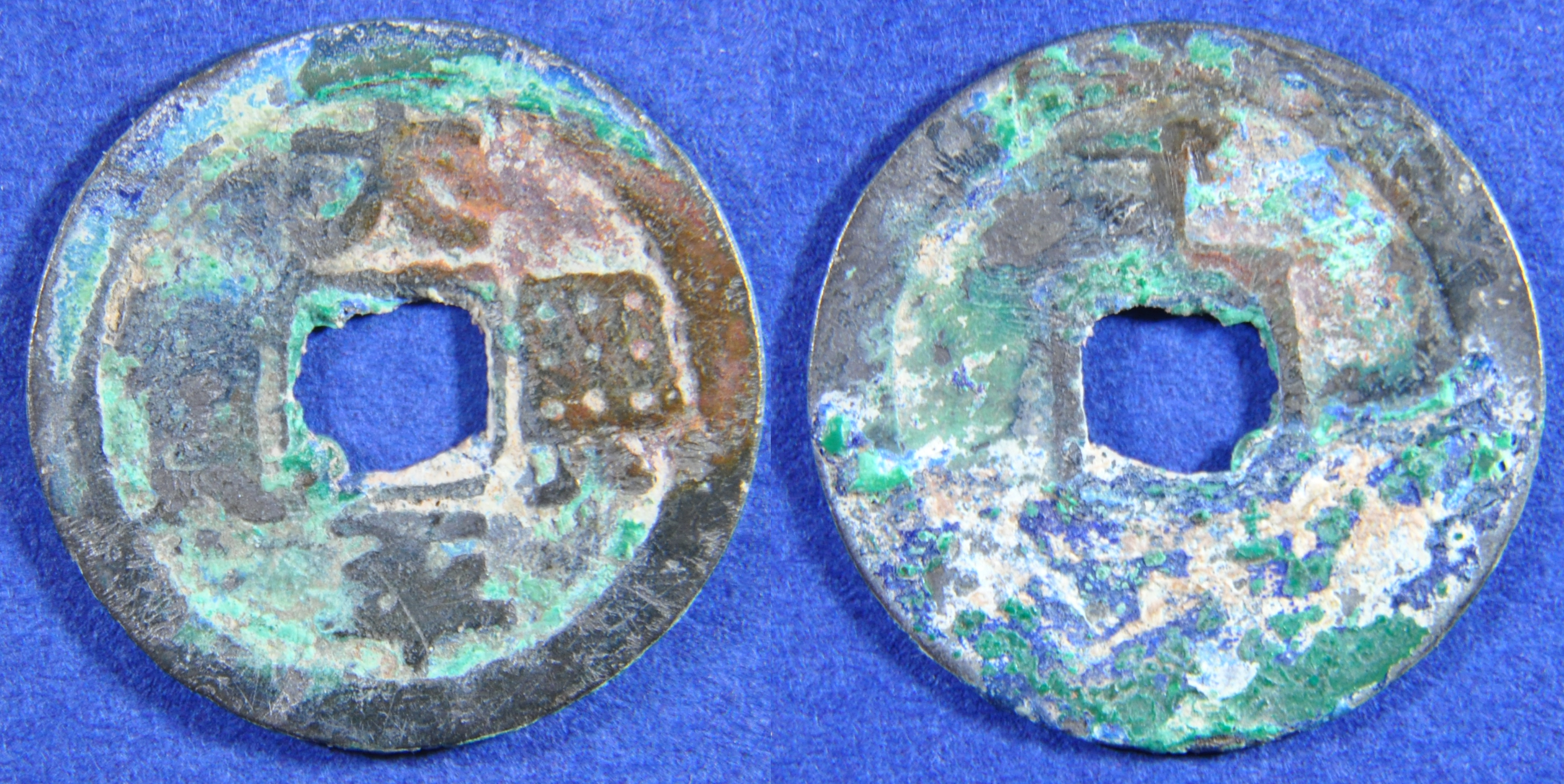
Thái Bình hưng bảo (太平興寶).

Thái Bình hưng bảo (太平興寶) là tên gọi đồng tiền đầu tiên của Việt Nam do nhà Đinh là một triều đại của người Việt cho đúc bắt đầu từ năm 970. Đây được xác định là đồng tiền xưa nhất do người Việt phát hành. Tiền Thái Bình hưng bảo ra đời góp phần khẳng định nền độc lập tự chủ của dân tộc Việt Nam trên các lĩnh vực kinh tế, chính trị, ngoại giao, văn hóa mà Đinh Tiên Hoàng đã xác lập.

## Lịch sử hình thành
Suốt một ngàn năm Bắc thuộc, người Việt không có đồng tiền riêng để lưu hành. Năm 968 Đinh Tiên Hoàng dẹp xong loạn 12 sứ quân, thành lập nhà Đinh, và xưng Đinh Tiên Hoàng Đế để mở đầu một kỷ nguyên độc lập thống nhất cho nước Việt. Nhà Ðinh phát hành tiền lần đầu tiên trong lịch sử, đó là đồng Thái Bình Hưng Bảo đúc năm 970, mặt sau có chữ Ðinh. Các nhà nghiên cứu tiền cổ đều thừa nhận, đó là đồng tiền nhà Đinh sản xuất lưu hành, không thể nhầm với bất kỳ đồng tiền nào khác trong và ngoài nước.
Sử sách ghi chép rất ít về hoạt động thương mại thời Đinh. Theo Đại Việt sử ký toàn thư, năm 976, có thuyền buôn nước ngoài cập bến Đại Cồ Việt. Hoa Lư đương thời là một thương cảng lớn, sông Hoàng Long cũng là một tuyến giao thông quan trọng đối với việc thông thương lúc đó. Các nhà nghiên cứu cho rằng dòng sông Hoàng Long khi đó còn rất rộng, chưa bị thu hẹp như hiện nay.
Khi lên làm vua, Đinh Tiên Hoàng đặt niên hiệu là Thái Bình và cho đúc tiền Thái Bình hưng bảo bằng đồng. Đây là tiền duy nhất được phát hành trong thời nhà Đinh, vì cho dù sau này có sự thay đổi ngôi vua trong họ Đinh nhưng không có sự thay đổi niên hiệu (Đinh Toàn lên kế vị vẫn dùng niên hiệu Thái Bình).

## Khảo cổ học
Đồng tiền Thái Bình cũng như các tiền khác sau này các triều đại phong kiến cho đúc đều bằng đồng, hình tròn, lỗ vuông, biểu tượng cho trời và đất theo quan niệm của người phương Đông. Quan điểm này được gìn giữ và phát triển nhất quán trong việc đúc tiền qua các triều đại vua sau này. Đến triều đại cuối cùng phong kiến cuối cùng đồng Bảo Ðại Thông Bảo của vua Bảo Ðại vẫn tuân thủ hình thức này. Hiện đồng tiền cổ nhất Việt Nam còn được lưu giữ tại phòng truyền thống của Ngân hàng Nhà nước Việt Nam.
Khảo cổ học cho thấy Thái Bình hưng bảo có ba loạt khác nhau. Cả ba loạt đều có lỗ hình vuông ở giữa và có đường kính không đều nhưng bình quân khoảng 22 mm. Cả ba loạt đều có mặt trước ghi chữ Thái Bình hưng bảo bằng chữ Hán. Có một loạt thay vì chữ Thái lại là chữ Đại. Hiện chưa rõ: do lâu ngày đồng tiền đó bị hỏng nên mất một chấm, hay đó thực sự là chữ Đại nhưng được đọc là Thái. Về mặt sau, thường có chữ Đinh (họ của vua) đúc nổi; nhưng có một loạt không có chữ gì. Tiền Thái Bình hưng bảo đúc bằng hợp kim chứa nhiều đồng hình tròn, lỗ vuông kiểu tiền Trung Quốc.
Sử liệu cũ của Việt Nam không đề cập đến việc nhà Đinh có đúc tiền. Tuy nhiên, sử liệu cũ của Trung Quốc thì có nhắc đến và dựa vào đó Bành Tín Uy viết rằng năm 970 Đinh Bộ Lĩnh ở Việt Nam đúc tiền Thái Bình hưng bảo. Theo Đỗ Văn Ninh, việc sử liệu cũ của Việt Nam không nhắc đến việc này có thể là do nền kinh tế tiền tệ thời nhà Đinh còn mới manh nha, tiền chưa được sử dụng nhiều, trao đổi hàng hóa là chính, lương bổng và thuế má đều bằng hiện vật.
Thời Tiền Lê trước nhu cầu phát triển của nền kinh tế và giao thương trao đổi, Lê Hoàn cho lập xưởng đúc tiền Thiên Phúc trấn bảo. Tiền Thiên Phúc kế thừa hình dáng và kích thước như tiền thời Đinh, có hình tròn, đường kính 2,2 - 2,4 cm. Giữa có lỗ hình vuông, mặt trước có chữ viết chân phương niên hiệu của triều đại. Mặt sau lưng có chữ Lê, chữ đúc gọn nổi sắc nét. Tiền Thiên Phúc sau này tìm được ở nhiều nơi: cố đô Hoa Lư, hoàng thành Thăng Long, thương cảng Vân Đồn và nhiều nơi khác, những trung tâm kinh tế của đất nước thời bấy giờ. Sự có mặt của tiền Thiên Phúc ở nhiều nơi, không gian lưu thông rộng cho thấy, tiền được đúc và sử dụng nhiều, khẳng định giá trị tiền tệ của nhà nước độc lập.
Bên cạnh những đồng tiền do nhà nước độc lập Việt phát hành, các đồng tiền Trung Quốc cũng được sử dụng trong thông thương trao đổi với tư cách là "ngoại tệ". Trong các hoạt động kinh tế, thương mại hai đồng tiền Việt Nam và Trung Quốc được sử dụng song song, nhất là các vùng thương cảng biên viễn.

## Giá trị lịch sử
Sự có mặt của các đồng tiền Việt Nam ngay từ buổi đầu giành độc lập, đã góp phần khẳng định ý thức dân tộc, tinh thần độc lập tự chủ của các triều đại Việt Nam. Đây là những cơ sở ban đầu để sau này tiền tệ Việt Nam được các triều đại sau phát huy và phát triển.
Chữ Hưng trong tiền Thái Bình Hưng Bảo của Đinh Bộ Lĩnh là một điểm sáng tạo của tiền Việt Nam. Hưng Bảo tức là khác với loại tiền thông bảo truyền thống của Trung Quốc. Câu này còn mang ý nghĩa chúc phúc nước Đại Cồ Việt quốc vận hưng thịnh, đời đời hưởng thái bình.

## Trưng bày
Tiền Thái Bình hưng bảo hiện được trưng bày ở nhiều nơi, tiêu biểu như:
- Bảo tàng lịch sử quốc gia, Hà Nội.
- Bảo tàng Lịch sử Quân sự Việt Nam, trưng bày từ 19/12/2015 do Phó thủ tướng Nguyễn Thiện Nhân trao tặng.[8]
- Bảo tàng tỉnh Ninh Bình, trưng bày cùng nhiều hiện vật thời Đinh khác như gạch Đại Việt quốc quân thành chuyên, thạch kinh chùa Nhất Trụ...[9]
- Di tích phủ Đại - quần thể di tích Cố đô Hoa Lư